# 547400 Szakcsilakatos
547400 Szakcsilakatos è un asteroide della fascia principale. Scoperto nel 2010, presenta un'orbita caratterizzata da un semiasse maggiore pari a 2,7954009 au e da un'eccentricità di 0,1565463, inclinata di 5,56046° rispetto all'eclittica.